# Hans Berliner
Hans Jack Berliner (Berlino, 27 gennaio 1929 – Riviera Beach, 13 gennaio 2017) è stato uno scacchista statunitense. È stato Maestro Internazionale a tavolino e ha vinto il 5º Campionato del mondo per corrispondenza (1965-68)

## Biografia
Nato a Berlino, quando aveva otto anni si trasferì con la famiglia negli Stati Uniti a Washington. Imparò a giocare a scacchi all'età di 13 anni e, come ebbe a dire, "diventò presto la mia principale occupazione". Nel 1949 ottenne il titolo di maestro, vincendo il campionato del Distretto della Columbia (che vinse altre quattro volte). Si classificò secondo con Larry Evans nel campionato dello Stato di New York.
Partecipò alle olimpiadi di Helsinki 1952 ma giocò una sola partita, che terminò patta. Dal 1954 al 1963 partecipò a quattro edizioni del Campionato assoluto degli Stati Uniti, classificandosi sempre in posizioni di media classifica.
È ricordato soprattutto come giocatore per corrispondenza, settore nel quale ha ottenuto il titolo di Grande maestro. Vinse il 5º campionato del mondo per corrispondenza col risultato di 14 su 16 (dodici vittorie e quattro patte). La sua vittoria contro Jakov Ėstrin in una difesa dei due cavalli di questo campionato è considerata una delle più belle nella storia degli scacchi per corrispondenza.
È stato anche un buon giocatore alla cieca: diede una simultanea alla cieca a Washington contro sei giocatori, vincendo tutte le partite.
Nel suo libro del 1999 The System sostiene che la mossa 1. d4 dà al bianco un chiaro e in molti casi decisivo vantaggio. Tale opinione è stata tuttavia criticata da molti maestri.
Nel 1979 un programma da lui sviluppato per il gioco del backgammon sconfisse il campione del mondo in carica Luigi Villa. Dichiarò però che la vittoria era dovuta soprattutto a fattori casuali, in quanto il computer si avvantaggiò di lanci di dadi più favorevoli. 
È stato per molti anni professore emerito di sistemistica informatica all'Università Carnegie Mellon. Negli ultimi anni ha collaborato allo sviluppo di programmi per il gioco degli scacchi sui computer.